# Nationale Polizei der Ukraine

Logo der Nationalen Polizei der Ukraine

Patch der Nationalen Polizei der Ukraine

Badge der Nationalen Polizei der Ukraine

Flagge der Nationalen Polizei der Ukraine

Die Nationale Polizei der Ukraine (ukrainisch Національна поліція України) ist ein zentrales Exekutivorgan, das dem Innenminister der Ukraine untersteht.

## Geschichte
Seit der Erlangung der Unabhängigkeit der Ukraine im Jahr 1991 gehörte die alte Strafverfolgungsbehörde „Miliz“ zu den „marodesten Institutionen der Ukraine“. Sie war derart unterfinanziert, dass es auch vorkam, dass einfach kein Benzin da war. Unter der Regierung der Partei der Regionen von Wiktor Janukowytsch mit den Innenministern Anatolij Mohiljow und Witalij Sachartschenko nahm die Gewalt bis dahin nicht erreichte Dimensionen an.
Im Frühjahr 2014 begannen Expertengespräche über Reformen. Nach der Wahl der neuen Regierung und der Bildung der Legislative und Exekutive begann ein komplexer Reformprozess, der darauf abzielte, Korruption und Gesetzlosigkeit aus dem Justiz- und Strafverfolgungssystem zu beseitigen.
Um die Reformen durchzuführen, entschieden sich die Behörden, die Erfahrungen ausländischer Partner zu nutzen. Zu diesem Zweck ernannte das Ministerkabinett der Ukraine Eka Zguladze zur ersten stellvertretenden Innenministerin. Zguladze war von 2005 bis 2012 unter Präsident Micheil Saakaschwili stellvertretende Innenministerin Georgiens und beteiligte sich in dieser Funktion aktiv an der radikalen Reform der inneren Angelegenheiten Georgiens. Im Herbst desselben Jahres stellte Innenminister Arsen Awakow das Konzept vor, das die Einrichtung einer Nationalpolizei als zentrales Exekutivorgan vorsah. In den Jahren 2014–2015 wurde am Gesetz zur Regelung der Polizeiarbeit gearbeitet. Zwei solcher Gesetze wurden vom Präsidenten und der Regierung entworfen.
Am 19. Januar 2015 kündigte das Innenministerium der Ukraine die erste Reform der Strafverfolgungsbehörden an – die Reform der als besonders korrupt geltenden „Straßeninspektion“ (DAI). Eka Zguladze erklärte, die Verkehrspolizei werde komplett neu organisiert unter Entlassung aller Mitarbeiter, stattdessen sei bereits die Rekrutierung von Personal für den neuen Streifendienst im Gange. In den nächsten sechs Monaten wurden neue Mitarbeiter eingestellt und geschult. Westliche Partner halfen aktiv bei der Ausbildung neuer Streifenpolizisten. Die Vereinigten Staaten entsandten Ausbilder aus Kalifornien und Ohio, um praktische und theoretische Kurse mit neuen zukünftigen Polizisten durchzuführen. Japan hatte 1.500 neue Streifenwagen finanziert.
Am 21. Mai 2015 behandelte die Werchowna Rada den Gesetzentwurf № 2822 „Über die Nationale Polizei“ in erster Lesung und stimmte am 2. Juli anlässlich der zweiten Lesung dem Gesetz mit 278 Stimmen zu. Am 7. August 2015 unterzeichnete der Präsident der Ukraine dieses Gesetz, am 6. August wurde es in der Parlamentszeitung Stimme der Ukraine veröffentlicht. Das Gesetz trat am 7. November 2015 in Kraft. Schon zuvor war der 4. Juli als Tag der Nationalen Polizei der Ukraine festgelegt worden. An diesem Tag im Jahr 2015 nahm die Streifenpolizei in Kiew ihre Arbeit auf. Für Kiew wurden aus 33.000 Bewerbern 2000 Personen ausgewählt. Das Gehalt betrug 2015 ein Mehrfaches des vorherigen Gehalts der Miliz.
Die Personalunion von Innenminister und Polizeichef wurde aufgehoben, um der Vereinnahmung der Polizei zu politischen Zwecken vorzubeugen.
Die Nationale Polizei als zentrales Organ der Exekutive wurde durch den Beschluss des Ministerkabinetts der Ukraine (№ 641) geschaffen. Die betreffende Verordnung wurde am 28. Oktober 2015 vom Ministerkabinett der Ukraine genehmigt.
Als problematisch stellte sich heraus, dass sich alte Beamte juristisch in ihre Anstellung zurück klagten. Im Mai 2016 trat Zguladze angesichts eines „Ozeans aus Nihilismus, Korruption und Bürokratie“ zurück. Sowjetische (die sowjetische Polizei stellte die Sicherheit des Staates über die individuelle Sicherheit) und postsowjetische Praktiken wie Aufklärungsquoten oder die Aufgabendurchmischung mit Kontrollaufgaben erschwerten die Reformen, dazu kamen die weiterhin ungünstigen Rahmenbedingungen, so könne die Polizei nicht besser sein als die Justiz, auch die vorhandenen Mittel blieben ungenügend. Nur die Streifenpolizisten mit direktem Bürgerkontakt waren neu rekrutiert worden, also nur 12.000 der 128.000 Polizisten in der Ukraine (die alte Miliz verfügte über 172.000 Beamte). Obere Ränge wehrten sich selbst gegen elektronische Datensysteme, weil solche die Hierarchie nivellieren und Transparenz erzeugen. Alle Beamten sollten auf Integrität und Professionalität geprüft werden. Bis Februar 2016 hatten 80 Prozent der hochrangigen Beamten in Kiew den Test nicht bestanden, trotzdem gab es zu viele Kontinuitäten. Die Funktionsweise des alten Systems werde man nicht so rasch los, dazu sei ein Generationenwechsel nötig, sagte die ehemalige Polizeichefin von 2015/2016, Khatia Dekanoidse, ehemalige Bildungsministerin Georgiens.

### Einführung der neuen Streifenpolizei
Am 4. Juli 2015 legten die neuen Polizisten für Kiew auf dem Sophia-Platz einen Treueid auf die Ukraine ab. Oleksandr Facevych, der Chef des Kiewer Streifendienstes, verlas den Text des Eids. Präsident Poroschenko, der bei der Veranstaltung anwesend war, begrüßte die Patrouillen und erinnerte sie an die ihnen auferlegte Verantwortung. Fast einen Monat lang arbeitete die Kiewer Streifenpolizei im Testmodus.
Lwiw (Lemberg) wurde die zweite Stadt. Am 23. August 2015 wurden auf dem Rynok-Platz in Lwiw 400 Streifenpolizisten vereidigt. Der Text des Eids wurde vom Leiter des Lwiwer Patrouillendienstes Yuriy Zozulya verlesen. Der Innenminister der Ukraine Arsen Awakow rief die Einwohner von Lwiw auf, die Polizei zu unterstützen. Odessa wurde die dritte Stadt, in der die Streifenpolizei arbeitete. Am 25. August 2015 leisteten 400 Streifenpolizisten in der Nähe des Denkmals für den Herzog von Richelieu in Odessa den Eid. Die vierte Stadt war die Stadt Charkiw, wo am 26. September 2015 auf dem Freiheitsplatz in Charkiw 800 Streifenpolizisten ihren Eid ablegten.
Danach begann die Einführung der Streifenpolizei in anderen Regionalzentren und Großstädten: 29. November 2015 in Uschhorod und Mukatschewo (247 Streifenpolizisten), 6. Dezember 2015 in Mykolajiw (484), 19. Dezember 2015 in Luzk (165), 26. Dezember 2015 in Chmelnyzkyj (265), 17. Januar 2016 in Dnipro (damals Dnipropetrowsk) (950), 31. Januar 2016 in Iwano-Frankiwsk (208), 3. Februar 2016 in Bila Zerkwa (140), 8. Februar 2016 in Cherson (302), 19. Februar in Tschernihiw (211), 22. Februar 2016 in Winnyzja (255), 27. Februar 2016 in Krementschuk (246), 1. März 2016 in Tscherkassy (256), 5. März 2016 in Poltawa (245), 12. März 2016 in Ternopil (209), 22. März 2016 in Schytomyr (229), 24. März 2016 in Boryspil (172), 25. März in Tschop (10), 27. März in Czernowitz (342), 16. April in Saporischschja (509). Am 19. April in Riwne (193 Beamte) und am selben Tag begann die Flusspolizei in Tscherkassy und den umliegenden Dörfern zu arbeiten. Am 28. April begann die Streifenpolizei ihre Arbeit in Kropywnyzkyj (damals Kirowohrad) (238 Streifenbeamte), am 12. Mai in Sumy (251), am 14. Mai in Kramatorsk und Slowjansk (194) und am 19. Mai in Krywyj Rih (474), 22. Mai in Sjewjerodonezk, Lyssytschansk und Rubischne (147), 30. Mai in Mariupol (172). Damit war die erste Etappe der Polizeireform beendet.
Umfragen zufolge lag das Vertrauen der Öffentlichkeit in die Polizei 2017 und 2018 bei 30–45 %. Im Jahr 2016 hatte diese Zahl noch 40–55 % erreicht.
Der Chef der Nationalen Polizei, Serhij Knjasjew, erklärte, dass 2018 eine gemeinsame Einheit der Streifenpolizei und der Polizei der öffentlichen Sicherheit, die als „Präventionspolizei“ bezeichnet wird, in der Ukraine ihre Arbeit aufnehmen wird.

### Polizeireform (2017–2019)
Zwischen 2017 und 2019 wurden im Rahmen der Polizeireform in der Ukraine zahlreiche Maßnahmen umgesetzt. Es wurde ein Offense-Response-System mit 102 Single Contact Centern und einem neuen Dispatch-Service eingerichtet, wodurch die Reaktionszeit in Oberzentren bis zu sieben Minuten und in Kreiszentren etwa 20 Minuten beträgt. Zudem entstand ein Netz von Lagezentren, in denen die kriminogene Situation analysiert und bei Bedarf Reaktionsmaßnahmen ergriffen werden. Diese Zentren wurden um Krisenreaktionshallen ergänzt, welche die Koordination der Polizeikräfte und die Aufklärung schwerer Kriminalität ermöglichen.
Ein Videoüberwachungssystem wurde in den Regionen eingeführt. Die Lagezentren greifen auf Aufnahmen von 16.400 Kameras zu, von denen über 1000 mit Systemen zur Gesichts- und Nummernschilderkennung ausgestattet sind. Polizeieinheiten operieren in 38 Siedlungen der Ukraine und auf einem Straßennetz, das 23 Oblasten und insgesamt 6300 Kilometer umfasst. Als Reaktion auf häusliche Gewalt wurden mobile Polizeigruppen namens POLINA ins Leben gerufen. Drei dieser Gruppen wurden 2017 in den Bezirken Darnytskyi (Kiew), Malynivskyi (Odessa) und in Sjewjerodonezk (Region Luhansk) gegründet.
Die öffentliche Ordnung bei Massenveranstaltungen wurde durch Einführung des „skandinavischen Modells“ verbessert. Im Rahmen des Projekts „Dialog Polizei“ wurden Kommunikations- bzw. Verhandlungsgruppen zur Deeskalation bei Großveranstaltungen geschaffen. Zur Unterstützung der Streitkräfte und für Spezialeinsätze wurden KORD-Einheiten, eine universelle Spezialeinheit der Polizei, aufgestellt.
Die Abteilung zur Bekämpfung der Drogenkriminalität innerhalb der Nationalen Polizei wurde reformiert. Zusätzlich entstand die Abteilung für strategische Ermittlungen, um gegen sozial gefährliche Organisationen, „Diebe im Gesetz“ und andere kriminelle Autoritäten vorzugehen. Das Amt für die Organisation von Wasserpolizeieinheiten und Luftunterstützung wurde zur Koordination von Einsätzen auf dem Wasser sowie mit Drohnen und Hubschraubern eingerichtet.
Zur Durchführung kriminalanalytischer Aufgaben und zur Risikobewertung wurde eine eigene Abteilung für Kriminalanalyse geschaffen. Die Academy of Patrol Police wurde gegründet, um neue Polizeikräfte umfassend auszubilden und deren Fähigkeiten und Spezialisierungen zu fördern. Darüber hinaus wurde die Abteilung für Betriebsunterstützung eingerichtet, die kriminelle Phänomene analysiert und sich mit anderen NPU-Einheiten und Behörden abstimmt.
Der Aufbau eines Detektivdienstes wurde begonnen, der die Funktionen von Einsatz- und Ermittlungseinheiten vereinen soll. Ziel ist es, die Ermittler zu entlasten, die Qualität der vorgerichtlichen Ermittlungen zu erhöhen und diese durch die Einführung einer zentralen Untersuchungsbehörde effizienter zu gestalten. Im Mai 2018 wurden neue Kriterien zur Bewertung der Polizeiarbeit eingeführt. Hauptkriterium ist das Vertrauen der Öffentlichkeit. Weitere Kriterien umfassen interne Befragungen zur Arbeitszufriedenheit, Motivation sowie zur Führung durch das Management und zur allgemeinen Wirksamkeit der Polizeiarbeit.
Die internationale Zusammenarbeit wurde intensiviert: Die Zahl der Vertreter der Nationalen Polizei der Ukraine im Generalsekretariat von Interpol stieg. In Den Haag nahm ein NPU-Vertreter die Arbeit in der Europol-Zentrale auf. 24 Mitarbeiter der NPU sind an Friedensmissionen in Zypern, im Südsudan und im Kosovo beteiligt.
Ab dem 1. Januar 2019 wurden die Gehälter der Polizeibeamten um 30 % im Vergleich zu 2018 erhöht. Das durchschnittliche Monatsgehalt betrug im Jahr 2016 etwa 5000 UAH, 2017 etwa 6050 UAH, 2018 etwa 9400 UAH und erreichte schließlich 12.200 UAH. Im Rahmen eines neuen Wohnungsbauprogramms genehmigte das Ministerkabinett am 14. November 2018 ein Finanzierungsleasing-Modell zur Wohnraumversorgung von Polizei und Rettungskräften. Die Laufzeit beträgt zwei bis 20 Jahre, wobei der Staat 30–40 % der Leasingraten sowie die Wartungskosten übernimmt. Bis September 2019 stellte das Staatliche Hypothekeninstitut der Polizei 300 Wohnungen zur Verfügung, weitere 300 waren im Bau. Insgesamt sollten bis Ende 2019 rund 1100 Polizeibedienstete mit ihren Familien Wohnraum erhalten.
Im Mai 2019 startete schließlich das Projekt „Gemeindepolizist“. Am 28. Mai fand auf dem Sofia-Platz in Kiew die erste Graduierung von 34 Bezirkspolizisten für das Gebiet Dnipropetrowsk statt. Ziel des Projekts ist es, jeder lokalen Gemeinschaft einen Polizisten zur Seite zu stellen, der dort lebt und arbeitet. Es geht um den Aufbau nachhaltiger Kooperation mit der Bevölkerung, die Integration der Polizei in die Gemeinschaft, die Erfüllung lokaler Sicherheitsbedürfnisse, eine partnerschaftliche Zusammenarbeit aller Beteiligten sowie um die Entwicklung wirksamer und abgestimmter Lösungen für lokale Probleme. Insgesamt soll das Projekt rund 30.000 Siedlungen mit 27,5 Millionen Einwohnern abdecken.

## Aufgaben
- Gewährleistung der öffentlichen Sicherheit und Ordnung;
- Schutz und Verteidigung der Menschenrechte und Freiheiten sowie der Interessen der Gesellschaft und des Staates;
- Kriminalprävention;
- Erbringung von Dienstleistungen im Rahmen der gesetzlichen Bestimmungen zur Unterstützung von Personen, die aus persönlichen, wirtschaftlichen, sozialen Gründen oder in Notfällen einer solchen Hilfe bedürfen.